# Harrison, Quận Calumet, Wisconsin
Harrison là một thị trấn thuộc quận Calumet, tiểu bang Wisconsin, Hoa Kỳ. Năm 2010, dân số của thị trấn này là 10.428 người.